# Дельцов, Павел Андреевич
Павел Андреевич Дельцов (1917—1969) — подполковник Советской Армии, участник Великой Отечественной войны, Герой Советского Союза (1944).

## Биография
Павел Дельцов родился 13 (по новому стилю — 26) января 1917 года в Иваново-Вознесенске (ныне — Иваново) в семье работника текстильного предприятия. С 1918 года вместе с семьёй проживал в селе Кибергино Тейковского района Ивановской области. В 1928 году окончил сельскую школу, в 1931 году — семилетнюю школу в селе Нерль, в 1934 году — школу фабрично-заводского ученичества. Работал помощником машиниста, учился на первом курсе энергетического техникума, одновременно занимался в аэроклубе. В 1935 году Дельцов был призван на службу в Рабоче-крестьянскую Красную Армию и по специальному набору направлен в Ворошиловградскую военную авиационную школу пилотов, которую окончил в 1937 году. Служил в различных авиационных частях в Калинине, Монино, Ржеве. Участвовал в советско-финской войне. В 1940 году окончил курсы командиров звеньев при 11-й смешанной авиадивизии Белорусского военного округа.
С первого дня Великой Отечественной войны — на её фронтах. Участвовал в боях в Белорусской ССР, битве за Москву. В этот период совершал по 6-7 боевых вылетов. В одном из боёв самолёт Дельцова был подожжён, однако получивший сильные ожоги лётчик сумел его посадить. После излечения Дельцов вернулся на фронт. Летал на бомбардировщике «Пе-2». Участвовал в Курской битве.
К октябрю 1943 года капитан Павел Дельцов командовал эскадрильей 24-го бомбардировочного авиаполка 241-й авиадивизии 3-го бомбардировочного авиакорпуса 16-й воздушной армии Центрального фронта. К тому времени он совершил 208 боевых вылетов.
Указом Президиума Верховного Совета СССР от 13 апреля 1944 года за «образцовое выполнение заданий командования и проявленные мужество и героизм в боях с немецкими захватчиками» капитан Павел Дельцов был удостоен высокого звания Героя Советского Союза с вручением ордена Ленина и медали «Золотая Звезда» за номером 3535.
В дальнейшем участвовал в боях в Белорусской ССР, штурме Берлина. В Белорусской наступательной операции в боевом вылете 29 июня 1944 года на уничтожение немецкой переправы через Березину после выполнения задания самолёт был сбит зенитным огнём, экипаж по приказу Дельцова покинул горящую машину на парашютах. На земле лётчиков пытались захватить немцы, в бою члены экипажа погибли, а Дельцов сумел застрелить нескольких солдат и скрыться в лесу, вскоре он вышел к наступающим частям РККА.  К концу войны Дельцов совершил 289 боевых вылетов на бомбардировку и разведку в тылу противника, в своём последнем вылете 30 апреля 1945 года бомбил Берлин. 
После окончания войны Дельцов продолжил службу в Советской Армии. В 1957 году в звании подполковника он был уволен в запас. 
Вернулся на родину. Проживал в посёлке Нерль Ивановской области, был депутатом районного совета и членом исполнительного комитета. Позднее переехал в Иваново. Скончался 8 мая 1969 года, похоронен на кладбище Балино в Иваново.
Был также награждён тремя орденами Красного Знамени, орденом Отечественной войны 1 степени, тремя орденами Красной Звезды, рядом медалей, иностранным орденом.
В честь Дельцова названа улица в посёлке Нерль, там же установлен его бюст. Его имя присвоено Ивановскому железнодорожному техникуму (ныне — профессиональный лицей № 1).